# Camão-australasiático
O camão-australasiático (Porphyrio melanotus), também conhecido como frango-d'água-australiano é uma espécie de frango-d'água (Porphyrio) que ocorre no leste da Indonésia (Ilhas Molucas, Aru e Kai), Papua Nova Guiné, Austrália e Nova Zelândia. Medem de 38-50 cm de comprimento e podem viver até 9 anos.